# 대한민국 민법 제529조
대한민국 민법 제529조는 승낙기간을 정하지 아니한 계약의 청약에 대한 민법조문이다.

## 조문
민법 제529조 (승낙기간을 정하지 아니한 계약의 청약) 승낙의 기간을 정하지 아니한 계약의 청약은 청약자가 상당한 기간내에 승낙의 통지를 받지 못한 때에는 그 효력을 잃는다.

第529條(承諾期間을 定하지 아니한 契約의 請約) 承諾의 期間을 定하지 아니한 契約의 請約은 請約者가 相當한 期間內에 承諾의 通知를 받지 못한 때에는 그 效力을 잃는다.

## 해설
영미법에서도 청약은 상당한 기간 효력을 가지며, 그 상당기간의 만료에 의하여 자동적으로 그 효력을 잃으나, 청약자는 상당한 기간 내에는 언제든지 청약을 철회할 수 있다

## 같이 보기
- 대한민국 상법 제51조
- 대한민국 상법 제52조
- 대한민국 민법 제528조
- 대한민국 민법 제530조